# Craig Moir
Pas d'image ? Cliquez ici

a Compétitions nationales et continentales officielles uniquement.

b Matchs officiels uniquement.
Dernière mise à jour le 29 janvier 2024.
Craig Moir, né le 25 septembre 1973 à Aberdeen; est un ancien joueur de rugby à XV professionnel écossais. Il évolue au poste de centre ou d'ailier.

## Carrière en club
Craig Moir commence sa carrière avec le Llanelli RFC en Championnat gallois.
Il rejoint le club anglais des Northampton Saints en 1993, et joue avec cette équipe pendant neuf saisons. Il est notamment titulaire lors de la Coupe d'Europe en 2000, qui voit son équipe s'imposer face au Munster.
En 2002, il s'engage avec les Border Reivers en Ligue celtique. Deux saisons plus tard, il retourne en Angleterre pour jouer une dernière saison avec les Bedford Blues en RFU Championship.

## Carrière en sélection
Craig Moir connaît sa première sélection le 18 mars 2000 contre le pays de Galles.

## Palmarès
- Vainqueur de la Coupe d'Europe en 2000 avec les Northampton Saints
- Vainqueur du RFU Championship en 1996 avec les Northampton Saints.